# Stazione di Ishikiri
La stazione di Ishikiri (石切駅?, Ishikiri-eki) è una stazione ferroviaria situata nella città di Higashiōsaka, nella prefettura di Osaka, in Giappone, appartenente alla linea Nara delle Ferrovie Kintetsu.

## Linee
Ferrovie Kintetsu
● Linea Kintetsu Nara

## Aspetto
La stazione è dotata di due marciapiedi a isola con quattro binari passanti in superficie.
| 1-2 | ■ Linea Kintetsu Nara | per Ikoma, Yamato-Saidaiji, Kintetsu Nara e Tenri                             |
| 3-4 | ■ Linea Kintetsu Nara | per Tsuruhashi, Ōsaka Uehommachi, Ōsaka Namba, Amagasaki, Kōshien e Sannomiya |

## Stazioni adiacenti
| «                           | Servizio                      | »                   |
| Linea Kintetsu Nara         | Linea Kintetsu Nara           | Linea Kintetsu Nara |
| --------------------------- | ----------------------------- | ------------------- |
| Nukata                      | Locale Semiespresso sezionale | Ikoma               |
| Higashi-Hanazono            | Semiespresso                  | Ikoma               |
| Fuse                        | Espresso                      | Ikoma               |
| L'Espresso rapido non ferma |                               |                     |